# Meglena

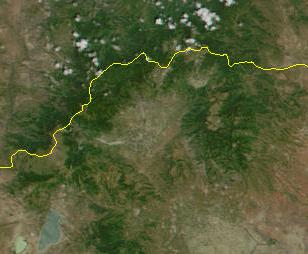
Kotlina Meglena (szara) między górami (zielonymi). Żółta linia to granica macedońsko-grecka

Meglena (t. Moglena, Almopia; gr. Μογλενά – Mogleǹa, Αλμωπία – Almop̀ia; tur. Karacova – Karadżowa) – kotlina śródgórska w Macedonii Egejskiej, w dzisiejszej Grecji, na granicą z Macedonią Północną.
Meglena ma kształt w przybliżeniu trójkątny z podstawą na północy i wierzchołkiem skierowanym na południe. Otaczają ją pasma górskie Nidże (gr. Voras) od zachodu, Kožuf (gr. Dzena) od północy i Pajak (gr. Paiko) od wschodu. Na południu kotlina łączy się z nadmorską Niziną Salonicką. Przez kotlinę przepływa spora rzeka Moglenitsa, dopływ Aliakmonu (Bystrzycy, Wistricy).
Pod względem administracyjnym Meglena należy do gmin Aridea i Eksaplatanos prefektury Pela. Największą miejscowością Megleny jest Aridea.
W starożytności Meglena, zwana wówczas Almopią, stanowiła jedną z siedemnastu prowincji Królestwa Macedonii. W VI-VII wieku zasiedliło ją słowiańskie plemię Sagudatów. Istniała tu wtedy twierdza Meglena, stolica biskupia. Po opanowaniu kotliny przez Bułgarię w 927 przez pewien czas miał tu siedzibę patriarcha presławski. Po bitwie pod Klidion w 1014 kotlinę z twierdzą opanowało Bizancjum. Osadzono tu wówczas Syryjczyków, Ormian i Pieczyngów. W 1203 Bułgaria odzyskała kotlinę. Twierdza Meglena została całkowicie zburzona podczas okupacji tureckiej.
W 1759 bułgarska i wołoska ludność wsi Notia przyjęła islam. Stolicę biskupią przeniesiono do Floriny. W XIX wieku Meglena była podzielona między kazę wodeńską, enidżewardarską i gewgelijską. Po pierwszej wojnie bałkańskiej w 1912 kotlina przypadła Grecji. Podczas I wojny światowej przez kotlinę przebiegała linia frontu bałkańskiego; kilka wsi zostało całkowicie zniszczonych, ich mieszkańcy uciekli na tereny opanowane przez Bułgarię. W okresie międzywojennym część miejscowych Wołochów wyemigrowała do rumuńskiej Dobrudży. W wykonaniu traktatu lozańskiego muzułmańska ludność kotliny została przesiedlona w okolice Antalyi i Isparty w tureckiej Anatolii, zaś na ich miejsce przybyli liczni Grecy wysiedleni z Tracji Zachodniej i z Anatolii.
Północno-wschodnią część Megleny i przyległe góry zamieszkuje jeden z etnosów wołoskich – Meglenorumuni, który od niej wziął swą nazwę.